# Lijst van afleveringen van One Tree Hill
De lijst van afleveringen van One Tree Hill geeft een lijst weer van de afleveringen die gemaakt zijn voor het tienerdrama One Tree Hill.

## Seizoen 1
| aflevering | titel                                     | omschrijving |
| ---------- | ----------------------------------------- | --- |
| 1          | Pilot                                     | Nathan Scott is dé ster van het basketbalteam van Tree Hill's middelbare school. Zijn meisje is Peyton, een adembenemende mooie cheerleader. Dan komt zijn halfbroer Lucas het team versterken. Deze dreigt zowel de plaats van Nathan in het team als zijn meisje over te nemen.             |
| 2          | The Places You Have Come to Fear the Most | Lucas speelt zijn eerste wedstrijd als Tree Hill Raven en maakt er niet veel van. Hij is echter niet de enige die met onzekerheden te kampen heeft. Peyton kan namelijk niet de moed opbrengen haar tekeningen voor publicatie in te leveren.                                                 |
| 3          | Are You True?                             | Lucas speelt zijn spel. Hij vervangt Nathan in de opstelling, waarop Nathan de andere spelers bereid vindt om Lucas te treiteren. Haley heeft een nieuwe student aan wie ze bijlessen geeft; Nathan. Deze dreigt uit de Ravens gezet te worden als zijn cijfers niet verbeteren.              |
| 4          | Crash Into You                            | Een feest bij het strandhuis van Dan, compleet met basketbalspelers, cheerleaders en bier? Klinkt cool. Maar de sfeer wordt verpest wanneer Nathan Lucas vernedert, vervolgens de auto van Peyton in puin rijdt en Lucas dan de schuld op zich laat nemen.                                    |
| 5          | All That You Can't Leave Behind           | Is het maar een spel? Dan is vastbesloten de vader/zoon basketbalwedstrijd te winnen, zelfs (of misschien juist) wanneer dat betekent dat Nathan moet verliezen. Peyton heeft het moeilijk met het overlijden van haar moeder.                                                                |
| 6          | Every Night Is Another Story              | Partnerruil. Een gevecht tijdens een uitwedstrijd heeft een aantal onverwachte combinaties tot gevolg. Peyton rijdt Brooke en Hayley naar huis, terwijl Lucas en Nathan tot een experimenteel bondgenootschap in de bossen gedwongen worden.                                                  |
| 7          | Life in a Glass House                     | Ieder jaar is Dan gastheer van een basketbalfeest. Maar dit jaar wordt het feest bijgewoond door zijn beide zoons. Tel daar de romantische complicaties van Peyton, Brooke en Haley bij op en een emotioneel vuurwerk is het resultaat!                                                       |
| 8          | The Search for Something More             | Met de belofte niet te drinken haalt Brooke Peyton over een feest bij Duke bij te wonen. Geen drank, maar pillen mogen toch? Wanneer onopvallend een date-rape drug in Peytons drankje gedaan wordt, redt Brooke haar vriendin.. en roept de hulp van Lucas in.                               |
| 9          | With Arms Outstretched                    | Een tatoeage en een kater, dat is waar Lucas mee thuiskomt na zijn eerste afspraakje met Brooke. Nathan heeft het nog slechter: hij staat onder druk om het record van Dan te breken en neemt amfetaminen om zijn prestaties op te krikken.                                                   |
| 10         | You Gotta Go There to Come Back           | Omdat hij bezorgd is om Nathan, zegt Whitey zijn training af. Hierdoor heeft dan tijd voor een afschuwelijk vader/zoon weekend met Nathan. Jake krijgt door het afzeggen tijd voor een speciaal meisje: zijn 6 maanden oude dochtertje Jenny.                                                 |
| 11         | The Living Years                          | De verkeerde invloed. Verondersteld werd dat Haley Nathan zou helpen zijn leven weer op de rails te krijgen. In plaats daarvan doet ze hetzelfde als Nathan: ze spijbelt en drinkt. Intussen heeft Lucas advies voor de vader van Peyton.                                                     |
| 12         | Crash Course in Polite Conversations      | Nadat gerapporteerd is dat de vader van Peyton op zee verdronken is, gaan zij en Lucas naar de kust om te kijken of ze een aangespoeld lichaam kunnen identificeren. Tijdens het verjaardagsfeest van Dan onthult zijn moeder een verschrikkelijk geheim.                                     |
| 13         | Hanging by a Moment                       | Lucas en Peyton vertellen elkaar eindelijk over hun gevoelens voor elkaar en staan dan voor de pijnlijke keuze dat aan Brooke te vertellen. Onderweg om Karen van het vliegveld op te halen, krijgen Keith en Lucas een ongeluk waardoor Lucas voor zijn leven moet vechten.                  |
| 14         | I Shall Believe                           | Terwijl Lucas bewusteloos in het ziekenhuis ligt, leidt zijn omgeving aan emotionele turbulentie. karen ontdekt dat Keith voor het ongeluk gedronken heeft, Nathan en Haley praten niet met elkaar en Deb schakelt een echtscheidingsadvocaat in.                                             |
| 15         | Suddenly Everything Has Changed           | Lucas, die herstellende is, maakt het eindelijk uit met Brooke, maar vertelt haar er niet bij dat hij van Peyton houdt. Brooke komt daar zelf achter. Ook op de klippen: de garage, wanneer Keith moeite heeft de ziekenhuisrekeningen van Lucas te betalen.                                  |
| 16         | The First Cut Is the Deepest              | Lucas, die eenzaam is na het verlies van Brooke (en Peyton), vindt troost in de armen van een stoere schoonheid (Nicki), die hem in een bar oppikt. Intussen dient Nathan een verzoekschrift tot ontvoogding in om zich los te maken van zijn ouders.                                         |
| 17         | Spirit in the Night                       | Wanneer een cheerleader van de Ravens de avond voor een belangrijke wedstrijd geveld wordt door pokken, pakt Haley een paar pompoms en leert wat ze ermee moet doen. Keith komt erachter dat er voorwaarden verbonden zijn aan het aanbod van Dan om zijn garage te financieren.              |
| 18         | To Wish Impossible Things                 | Jongens en meisjes samen. De jaarlijkse Boy Toy veiling voor liefdadige doelen leidt tot een aantal vreemde stellen: Mouth & Brooke, Nathan & Peyton, Jake & Nicki, Lucas & Haley, en Tim (een ongelooflijke dombo) & Deb.                                                                    |
| 19         | How Can You Be Sure?                      | Herhaalt de geschiedenis zich? Brooke is zwanger, en Lucas bevindt zich in dezelfde situatie als Dan enkele jaren eerder. Karen ketst Keiths voorstel af en Nicki doet verwoede pogingen om zich aan Jake op te dringen.                                                                      |
| 20         | What Is and What Should Never Be          | Er hangt iets vreemds in de lucht. Haley organiseert een fuif voor Nathan, maar zelfs met de beste plannetjes loopt het weleens verkeerd af. Het feestje mondt uit in een gevecht tussen Peyton en Nicki... en Nathan belandt in de gevangenis.                                               |
| 21         | The Leaving Song                          | Verkeerde beslissingen alom: Nathan zoekt naar porno op het net. Peyton let even niet op en laat Nicki aan de haal gaan met Jenny en na Whitney's oogoperatie verkiest de school Dan als reservecoach.                                                                                        |
| 22         | The Games That Play Us                    | De play-offs komen eraan en Lucas gaat ervandoor. Na een bewogen jaar wil hij met een schone lei beginnen en besluit hij samen met Keith naar Charlotte te verhuizen. Maar een reeks uitdagingen en verraderlijke verrassingen zorgen ervoor dat zijn afscheid helemaal niet soepel verloopt. |

## Seizoen 2
| aflevering | titel                                                             | omschrijving |
| ---------- | ----------------------------------------------------------------- | --- |
| 1          | The Desperate Kingdom of Love                                     | Na de hartaanval van Dan keren Keith en Lucas terug naar Tree Hill. Peyton en Brooke maken het weer goed. Deb is woedend dat er een nieuwe mevrouw Scott is: Haley, de vrouw van haar zoon. |
| 2          | Truth Doesn't Make a Noise                                        | Tijd voor een feestje! Lucas, Peyton en Brooke geven een receptie voor het nieuwe paar. Deb en Dan lijken wel van karakter te zijn gewisseld. Zij schopt continu heibel en hij is de vriendelijkheid zelve. |
| 3          | Near Wild Heaven                                                  | Een vrijgezellenfeestje ná de bruiloft? Tim bestelt een vat bier en een stripper, dus regelt Brooke een meidenfeestje voor Haley. Nathen gaat werken bij Keith, die zolang de zaken van zijn broer waarneemt. |
| 4          | You Can't Always Get What You Want                                | Nu hij weer opknapt, probeert Dan als vanouds weer iedereen te manipuleren. Hij is niet de enige die van het rechte pad afdwaalt. Brooke pleegt winkeldiefstal als haar eens zo rijke ouders bijna failliet gaan. |
| 5          | I Will Dare                                                       | Felix daagt de tieners van Tree Hill uit tot het uithalen van allerlei stunts. Ook de volwassenen zijn overmoedig. Karen gaat uit met haar docent bedrijfswetenschap en een knappe klant flirt met Keith. |
| 6          | We Might as Well Be Strangers                                     | Tree Hill begint op de Ark van Noach te lijken. Lucas en Anna, Brooke en Felix, Haley en Nathan, Jules en Keith, Karen en Andy, Deb en Dan - allemaal met z'n tweetjes. |
| 7          | Let the Reigns Go Loose                                           | Iedereen die meetelt is bij de opening van Karen's club Tric. Peyton regelt de optredens. Brooke wordt dronken. Lucas en Felix gaan op de vuist. Het publiek is dolenthousiast bij Haley's eerste optreden. |
| 8          | Truth, Bitter Truth                                               | Op een pyjamafeestje wisselen de meisjes geheimen uit. Onderweg naar een basketbalwedstrijd tobben Nathan en Lucas over hun vaders hartafwijking, die erfelijk is. Nathan laat zich testen, Lucas wil dat niet. |
| 9          | The Trick Is to Keep Breathing                                    | Lucas gaat met Anna naar het semi-formal, maar het einde van de avond brengt hij door met Brooke. Haley is te laat op het formal, Nathan wordt boos als hij te weten komt dat ze aan het samenwerken was met Chris. Ondertussen ligt Payton in de knoop door de druk die ze voelt om drugs te nemen.                                                                                               |
| 10         | Don't Take Me for Granted                                         | Nathan maakt zich zorgen over de gezondheid van Lucas. Hij vertelt Karen dat Lucas de harttest niet genomen heeft. Dan biedt Keith een job aan als vicepresident. Op school wordt Payton geconfronteerd met de roddels dat ze lesbisch zou zijn. Hierdoor komt haar vriendschap met Anna onder spanning te staan. Nathan en Haley beginnen uit elkaar te groeien.                                  |
| 11         | The Heart Brings You Back                                         | Haley is verrast als haar oudere zus Taylor naar huis komt, maar niet zo erg als Nathan. Hij en Taylor hebben een verleden. Brooke en Felix beslissen om een koppel te worden. Jake gaat bij Payton op bezoek en ze nemen samen een beslissing. Anna vertelt Lucas een geheim. |
| 12         | Between Order and Randomness                                      | Nathan vertelt Haley over zijn verleden met haar zus Taylor, maar Haley blijft mailen met Chris zonder dit aan Nathan te vertellen. Taylor ziet de mails. Karen is er niet akkoord mee dat Lucas zijn HCM-test niet wil nemen. Keith vraagt Jules of ze met hem wil trouwen. Brooke vecht voor betere werkgelegenheden op haar nieuwe werk. Lucas beslist om samen met Keith de HCM-test te nemen. |
| 13         | The Hero Dies in This One                                         | Als Michelle Branch en Jessica Harp (the wrechers) optreden in TRIC, beseft Haley haar droom om een muziekcarrière uit te beginnen. Ondertussen beslist Lucas om bij Dan te gaan wonen, hierdoor komen zowel zijn relatie met Karen als Nathan onder spanning te staan. Pauton en Jake hun vriendschap wordt sterken. Lucas krijgt zijn HCM-resultaten.                                            |
| 14         | The Quiet Things That No One Ever Knows                           | Terwijl het huwelijk van Nathan en Haley steeds slechter wordt, belandt Nathan in een emotionele crisis en hervalt hij in oude gewoonten. Karen probeert uit te zoeken waarom Lucas bij Dan is gaan wonen. Payton en Jake hun relatie wordt steeds sterker. |
| 15         | Unopened Letter to the World                                      | |
| 16         | Somewhere a Clock Is Ticking                                      | |
| 17         | Something I Can Never Have                                        | |
| 18         | The Lonesome Road                                                 | |
| 19         | I'm Wide Awake, It's Morning                                      | |
| 20         | Lifetime Piling Up                                                | |
| 21         | What Could Have Been                                              | |
| 22         | The Tide That Left and Never Came Back (1)/ The Leavers Dance (2) | |

## Seizoen 3
1. Like You Like an Arsonist
2. From the Edge of the Deep Green Sea
3. First Day on a Brand New Planet
4. An Attempt to Tip the Scales
5. A Multitude of Casualties
6. Locked Hearts and Hand Grenades
7. Champagne for My Real Friends, Real Pain for My Sham Friends
8. The Worst Day Since Yesterday
9. How a Resurrection Really Feels
10. Brave New World
11. Return of the Future
12. I've Got Dreams to Remember
13. The Wind That Blew My Heart Away
14. All Tomorrow's Parties
15. Just Watch the Fireworks
16. With Tired Eyes, Tired Minds, Tired Souls, We Slept
17. Who Will Survive, and What Will Be Left of Them
18. When It Isn't Like It Should Be
19. I Slept with Someone in Fall Out Boy and All I Got Was This Stupid Song Written About Me
20. Everyday Is a Sunday Evening
21. Over the Hills and Far Away
22. The Show Must Go On

## Seizoen 4
1. The Same Deep Water as You
2. Things I Forgot at Birth
3. Good News for People Who Love Bad News
4. Can't Stop This Thing We've Started
5. I Love You But I've Chosen Darkness
6. Where Did You Sleep Last Night?
7. All These Things That I've Done
8. Nothing Left to Say But Goodbye
9. Some You Give Away
10. Songs to Love and Die By
11. Everything in Its Right Place
12. Resolve
13. Pictures of You
14. Sad Songs for Dirty Lovers
15. Prom Night at Hater High
16. You Call It Madness, But I Call It Love
17. It Gets Worse at Night
18. The Runaway Found
19. Ashes of Dreams You Let Die
20. The Birth and Death of the Day
21. All of a Sudden I Miss Everyone

## Seizoen 5
1. Four Years, Six Months, and Two Days
2. Racing Like a Pro
3. My Way Home is Through You
4. It's Alright, Ma (I'm Only Bleeding)
5. I Forget To Remember To Forget
6. Don't Dream It's Over
7. In Da Club
8. Please Please Please Let Me Get What I Want
9. For Tonight You're Only Here to Know
10. Running To Stand Still
11. You're Gonna Need Someone On Your Side
12. Hundred
13. Echoes, Silence, Patience and Grace
14. What Do You Go Home To?
15. Life Is Short
16. Cryin' Won't Help You Now
17. Hate Is Safer Than Love
18. What comes after the Blues

## Seizoen 6
1. Touch Me I'm Going To Scream
2. One Million Billionth of a Millisecond on a Sunday Morning
3. Get Cape. Wear Cape. Fly.
4. Bridge Over Troubled Water
5. You've Dug Your Own Grave, Now Lie In It.
6. Choosing My Own Way of Life
7. Messin with the Kid
8. Our Life is Not A Movie or Maybe
9. Sympathy for the Devil
10. Even Fairy Tale Characters Would be Jealous
11. We Three (My Echo, My Shadow and Me)
12. You Have To Be Joking (Autopsy of the Devil's Brain)
13. Things A Mama Don't Know
14. A Hand to Take Hold of the Scene
15. We Change, We Wait
16. Screenwriter's Blues
17. You And Me And The Bottle Makes Three Tonight
18. Searching For a Former Clarity
19. Letting Go
20. I Would For You
21. A Kiss To Build A Dream On
22. Show Me How To Live
23. Forever and Almost Always

## Seizoen 7
1. 4:30 AM (Apparently They Were Travelling Abroad)
2. What Are You Willing To Lose?
3. Hold My Hand as I'm Lowered
4. Believe Me I'm Lying
5. Your Cheatin' Heart
6. Deep Ocean, Vast Sea
7. I and Love and You
8. I Just Died in Your Arms Tonight
9. Now You Lift Your Eyes To The Sun
10. You Are A Runner And I Am My Fathers Son
11. You know I love you don't you?
12. Some Roads Lead Nowhere
13. Weaks Go Like Days
14. Family Affair
15. Don't You Forget About Me
16. My Attendance Is Bad But My Intentions Are Good
17. At the Bottom of Everything
18. The Last Day of Our Acquaintance
19. Every Picture Tells a Story
20. Learning to Fall
21. What's in the Ground Belongs to You
22. Almost Everything I Wish I'd Said The Last Time I Saw You

## Seizoen 8
| aflevering | titel                                               | omschrijving |
| ---------- | --------------------------------------------------- | --- |
| 1          | Asleep at Heaven's Gate                             | Brooke wordt gearresteerd wegens fraude omdat Victoria tegen de investeerders heeft gelogen om de mannenlijn te kunnen verkopen. Quinn en Clay zijn neergeschoten; is dit maar een droom of is dit echt? |
| 2          | I Can't See You But I Know You're There             | Clay en Quinn zijn (in coma) naar het ziekenhuis gebracht, maar zijn uit hun lichaam getreden en zien de wereld nu uit het perspectief van "geesten". Alex heeft een nieuwe job als barmeisje en slaagt erin heel wat volk naar tric te trekken. Jamie en Julian brengen de dag samen door terwijl Haley in het ziekenhuis wacht op nieuws. op het einde keert Quinn terug naar haar lichaam, maar Clay blijft achter. |
| 3          | The Space in Between                                | Clay zit nog altijd niet terug in zijn lichaam maar maakt kennis met iemand anders die ook niet meer in zijn lichaam zit. De twee trekken war met elkaar op maar op het einde sterft de man en gaat zijn nier naar Clay waardoor hij weer beter wordt en wakker wordt. |
| 4          | We All Fall Down                                    | Victoria zorgt ervoor dat ze zelf verantwoordelijk wordt gesteld en gaat naar de gevangenis waarmee ze Brooke's bedrijf kan redden, maar Brooke beslist om alles te verkopen -inclusief haar persoonlijke spullen- om de investeerders terug te betalen. Hayley gaat werken bij een hulpcenter. |
| 5          | Nobody Taught Us to Quit                            | Brooke staat op tegen Victoria en zowel Brooke als Nathan hebben de vraag "What's next?". Clay en Quinn trekken het beachhouse terug in. En Mouth krijgt meer hits op zijn site. Julian maakt een documentaire over "What's next?" |
| 6          | Not Afraid                                          | Halloween komt eraan en Brooke en Julian krijgen een onverwacht bezoek. Nathan begint aan en nieuwe carrière en Quinn en Clay hebben het moeilijk om zich op hun gemak te voelen in het beachhouse. Haley en Mia houden een open podium in Tric. |
| 7          | Luck Be a Lady                                      | De trouw komt steeds dichterbij, Brooke doet haar best om een band op te bouwen met Sylvia. Ondertussen gaat Julian op zoek naar een getuige tijdens een mannen/poker avond. |
| 8          | Mouthful of Diamonds                                | |
| 9          | Between Raising Hell and Amazing Grace              | Het is Thanksgiving in Tree hill. Nathan en Haley nodigen iedereen uit om het samen te vieren. |
| 10         | Lists, Plans                                        | Brooke en Julian gaan skydiving. Haley organiseert een concert in Tric met niemand minder dan Kid Cudi. Quinn verlaat tree hill even om iemand van haar verleden te bezoeken. |
| 11         | Darkness on the Edge of Town                        | |
| 12         | The Drinks We Drank Last Night                      | |
| 13         | The Other Half of Me (Brooke's wedding with Julian) | Het is eindelijk zo ver, Brooke en Julian gaan touwen; Alex en Quin beginnen meer tijd met elkaar door te brengen, ze vertellen elkaar over hun ervaringen met bijna doodgaan. Haley vertelt aan Jamie dat hij een zusje krijgt. Door de trouwen groeien Millie en Mouth dichter naar elkaar. |
| 14         | Holding Out for a Hero                              | Haley, Brooke en Quinn worden superhelden voor de dag, ze gebruiken hun krachten voor het goede. Chase wordt de mentor van chuch en Alex toont haar talenten als muzikant. |
| 15         | Valentine's Day is Over                             | |
| 16         | I Think I'm Gonna Like It Here                      | Brooke geeft een babyshower voor Haley. Haley vraagt Quinn of ze haar dochter Lydia mag noemen, naar hun ouders. Brooke en Julian worden gekozen als adoptieouders. Nathan doet moeite om de zoon van Kellerman te contracteren. |
| 17         | The Smoker You Drink, The Player You Get            | Haley oefent het mijn-water-breekt-en-ik-moet-naar-het-ziekenhuis-gebeuren. De biologische moeder van Brooke's adoptiebureau moet bevallen Nathan komt te weten wie Brooke en Jamie het water heeft ingereden. |
| 18         | Quiet Little Voices                                 | Chloë besluit de baby niet af te staan. Lydia wordt geboren en Jamie wil een boek maken voor lydia. |
| 19         | Where Not to Look for Freedom                       | Nathan komt te weten dat niet de oude Kellerman de schuldige is van het ongeval, maar dat hij enkel zijn zoon beschermt. Quinn zorgt dat Alex een voorprogramma mag doen in tric. |
| 20         | The Man Who Sailed Around His Soul                  | Brooke komt te weten dat ze zwanger is. Nathan, Julian en Clay pakken Kellerman Junior aan. |
| 21         | Flightless Bird, American Mouth                     | Op de Rivercourt: De jongens kamperen er in de hoop een zeldzame vogel te vinden en zo de nieuwe bouwplannen stop te kunnen zetten. Millie moet een serieuze reportage maken en kiest hiervoor de Rivercourt dat op het punt staat afgebroken te worden. Chuck wordt boos omdat Chase voor een jaar naar de luchtmacht gaat en rijdt met een traktor clay's stoel en frigobox kapot. In Puerto Rico: Quinn, Brooke, Alex en Lauren verblijven in een chic hotel dankzij Quinn's fotowerk. Lauren wordt dronken, Brooke krijgt het moeilijk en Quinn maakt plezier met een model. |
| 22         | This is My House, This is My Home                   | Chase moet vertrekken en vraagt aan Alex om over een jaar op exact dezelfde plek terug af te spreken. Haley heropent het Karen's Café. Clay mist zijn oude stoel. Jamie heeft liefdesproblemen. Brooke houdt een buiklijn bij en Mouth en Millie hebben een show samen. Chase komt Mia tegen en vertelt haar dat Alex niet meer schrijft. Als Clay terug thuiskomt krijgt hij een cadeau. Brooke heeft een ongelukje. |

## Seizoen 9
| aflevering | titel                                 | Airdate    | omschrijving |
| ---------- | ------------------------------------- | ---------- | --- |
| 1          | Know This, We've Noticed              | 11-01-2012 | Brooke en Julian hebben een tekort aan nachtrust door hun tweeling; Davis en Jude. Chris Keller is terug in Tree Hill. Haley merkt dat er deuren worden opengelaten. Quinn blijft de hele nacht op voor Clay, waarna hij haar belooft om naar de dokter te gaan. Brooke laat haar tweeling dopen en haar vader is de peter wat Victoria maar niets vindt. Dan's eethuisje is afgebrand en hij vraagt Haley of hij mag logeren. Nathan komt thuis en vindt Dan in de kamer van zijn dochter. |
| 2          | In The Room Where You Sleep           | 18-01-2012 | Brooke bespreekt een nieuw zakenidee met haar vader. Ondertussen maakt Julian zich nog steeds zorgen over de investering die hij gedaan heeft in zijn filmloods. Quinn overtuigd Clay om hulp te zoeken voor zijn slaapproblemen en Millie zoekt een manier om Mouth te vertellen dat hij verdikt is. Chris Keller geeft Alex de mogelijkheid om op tour te vertrekken en Nathan gaat in de plaats van Clay naar Europa. Nathan vertelt Dan dat hij uit zijn huis moet zijn als hij terugkomt van Europa. |
| 3          | Love The Way You Lie                  | 25-1-2012  | Julian is wanhopig op zoek naar huurders voor zijn filmloods. Brooke is teleurgesteld in haar vader. Haley krijgt hulp van Dan maar is er niet zo gelukkig mee. Kleine Jude is ziek dus moet Julian met Davis naar de opvang zodat hij niet ook ziek wordt, maar deze laat zien dat zaken en kinderen niet goed samen gaan. |
| 4          | Don't You Want To Share The Guilt     | 1-02-2012  | Chase wordt wakker naast een meisje dat niet Alex is maar wel de vriendin van Chris Keller en besluit om door te gaan met zijn leven. Quinn is ongerust over Clay en drijft hem tot het uiterste waar een drugdealer hen onder schot houdt, waarna Clay besluit om hulp te zoeken. Mouth beseft dat hij een probleem heeft en wil eraan werken maar heeft last van zwakte. Haley is bezorgd als Nathan maar niet thuiskomt en Brooke probeert Julian te vergeven. |
| 5          | The Killing Moon                      | 8-02-2012  | Nathan is vermist en Haley is bezorgd. Chase blijft Tara zien ook als is ze samen met Chris Keller. Tara probeert Brooke te pesten maar deze slaat door. Clay zoekt hulp en ontmoet in het hulpcentrum een jongetje dat van vliegtuigen houdt. Ondertussen houdt Quinn zich sterk en krijgt Haley schrik als ze Dan's geheim ontdekt. |
| 6          | Catastrophe And The Cure              | 15-02-2012 | Dan gaat op zoek naar Nathan en Brooke vertelt per ongeluk aan Chris dat Tara en Chase iets hebben. Clay komt te weten van Nathan en verlaat het hulpcentrum en Brooke is de klanten van Karen's café kwijt. Nathan probeert wat tijd te redden maar of het hem uiteindelijk beter zal uitkomen is maar de vraag. |
| 7          | Last Known Surroundings               | 22-2-2012  | Nathan weet zich te bevrijden maar loopt in een val. Brooke gaat Xavier opzoeken in de gevangenis omdat hij een aanvraag heeft ingediend om vroeger vrij te komen en haar wil spreken. Maar Brooke gelooft niet dat hij veranderd is. Lucas komt Lydia en Jamie ophalen om bij hem te logeren tot Nathan weer terug is. |
| 8          | A Rush Of Blood To The Head           | 29-2-2012  | Deb is terug om Haley te steunen en omdat ze haar zoon terug wil. Dan gaat bij een kennis in zijn oude gevangenis op zoek naar informatie. Chase is bezorgd om Chuck maar maakt de situatie erg ingewikkeld. Brooke heeft last van Xavier die toch is vrijgelaten en ze is bezorgd om haar kinderen. Haley is de wanhoop nabij en Clay komt iets verontrustends te weten; Logan uit de instelling is zijn eigen zoon van Sara. |
| 9          | Every Breath Is A Bomb                | 07-3-2012  | Haley gaat erg ver om Nathan terug te vinden. Haley wil Xavier weg maar hij bedreigt haar weer. Dan heeft een slachtoffer gevonden om info te geven over Nathan en Chase wordt door het leger op het matje geroepen. |
| 10         | Hardcore Will Never Die, But You Will | 14-3-2012  | Dan heeft een lichaam in zijn koffer zitten en Julian en Chris Keller komen erachter. Julian moet van Dan naar zijn familie terug terwijl Chris mee gaat werken om Nathan terug te krijgen. Brooke heeft het moeilijk met het café; er is ingebroken en dan valt de elektriciteit uit, maar het wordt pas erg wanneer hij haar achtervolgd naar een parking. Wanneer Nathan en Dan bijna vrij zijn wordt Dan neergeschoten door Nathans bewaker en ook de corrupte politieagent komt nog een kijkje nemen. Tara helpt Brooke en Clay en Quinn rijden naar het graf van Sara.                                                                                |
| 11         | Danny Boy                             | 21-3-2012  | Julian heeft De politieauto van de corrupte agent gestolen om Nathan en Dan naar het ziekenhuis te brengen. Dan wordt nog geopereerd maar ligt op sterven. Er komen nog mensen afscheid nemen. Brooke's vader komt langs nadat Brooke is aangevallen. Hij zegt dat het om een vader-dochtermoment gaat, maar eigenlijk wil hij Bakerman verkopen. Clay wil Logan in zijn leven maar het duurt even voor hij Logan overtuigt. |
| 12         | Anyone Who Had A Heart                | 28-03-2012 | Het is de dag van de jaarlijkse bootverbranding waarbij je alles waar je spijt van hebt in een boot mag gooien die 's avonds ritueel verbrand wordt. Brooke gooit er de golfclubs in de ze had gekocht om meer tijd met haar vader te kunnen doorbrengen. Daarna betrapt ze haar ouders in een hotelkamer en gaat Julian Ted de les spellen. Millie wil Mouth terug helemaal gelukkig en zorgt dat hij terug de sport kan presenteren, nu moet er wel vervanging komen voor Mouth. Julian stelt het idee van de serie over Unkindness Of Ravens voor aan een productieteam en krijgt een akkoord. Logan komt voor de eerste keer logeren bij Clay en Quinn. |
| 13         | One Tree Hill                         | 04-04-2012 | Julian heeft Brooke's oude huis gekocht zodat ze er samen kunnen gaan wonen en Brooke opent Bakermanwinkel op de hoek tegenover Karen's café. het gaat eindelijk echt goed met iedereen. Op het einde gaan de families naar een basketbalwedstrijd en zijn er een aantal jaren verstreken; Jamie speelt mee met de wedstrijd als n°12, Logan, Lydia en Brooke's tweeling kijken toe. |